# Thapsyrus
Thapsyrus is een kevergeslacht uit de familie van de boktorren (Cerambycidae). De wetenschappelijke naam van het geslacht werd voor het eerst geldig gepubliceerd in 1972 door Villiers.

## Soorten
Thapsyrus omvat de volgende soorten:
- Thapsyrus arnoldi (Corinta-Ferreira, 1955)
- Thapsyrus martellii Villiers, 1972
- Thapsyrus quentini Villiers, 1972